# Alchemilla saxetana
Alchemilla saxetana es una especie de planta del género Alchemilla, perteneciente a la familia Rosaceae.

## Taxonomía
Alchemilla saxetana fue descrita por Robert Buser en 1906.

## Distribución
Se encuentra en el territorio de Francia y Suiza.